# Callimetopus vivesi
Callimetopus vivesi är en skalbaggsart som beskrevs av Stefan von Breuning 1981. Callimetopus vivesi ingår i släktet Callimetopus och familjen långhorningar. Inga underarter finns listade.